# Kirstjen Nielsen
Kirstjen Nielsen (født Kirstjen Michele Nielsen 14. maj 1972 i Colorado Springs, Colorado), er en amerikansk jurist og politiker. Fra 6. december 2017 til 10. april 2019 beklædte hun posten som USA's sikkerhedsminister i Regeringen Donald Trump I, hvor hun efterfulgte John F. Kelly. Nielsen offentliggjorde d. 7. april 2019 sin afgang og meddelte samtidig, at Kevin McAleenan blev ny fungerende sikkerhedsminister. Hendes afgang trådte i kraft 10. april 2019.

## Baggrund og karriere
Nilsen er født i Colorado Springs, men voksede op i Clearwater i Florida. Hendes far og mor er af henholdsvis dansk og italiensk afstamning.
Kirstjen Nielsen påbegyndte sine akademiske studier ved Georgetown University, hvor hun i 1994 aflagde kandidateksamen i international politik med fokus på sikkerhedsspørgsmål ved den velrenommerede institution School of Foreign Service. Hun studerede endnu et år ved Nanzan University i Nagoya i Japan. Hun fortsatte siden sine studier ved juristprogrammet på University of Virginia, hvor hun aflagde juridisk eksamen (J.D.) 1999.

## Sikkerhedsminister
Den 11. oktober 2017 meddelte USA's præsident Donald Trump at han havde valgt at nominere Nielsen til sikkerhedsminister som efterfølger til John F. Kelly, der havde fået en anden rolle i administrationen. Den 5. december 2017 godkendtes nomineringen formelt i det amerikanske senat, og 6. december samme år tiltrådte hun som sikkerhedsminister.
Avisen The New York Times rapporterede i maj 2018, at Nielsen overvejede at forlade sin stilling efter at præsident Trump kritiserede hende foran kabinettet for den påståede manglende sikring af USA's grænser. The New York Times rapporterede, at forholdet mellem Nielsen og Trump var spændt efter at hun og andre DHS-tjenestemænd modsatte sig Trumps opfordring til at adskille udokumenterede indvandrerforældre fra deres børn, mens de var i landets forvaring. Ved en kongreshøring den 15. maj 2018 vidnede Nielsen om, at hun støttede Trumps bemærkede administrationspolitik, der adskilte de forældre og børn, der krydser grænsen mellem USA og Mexico.
I juni 2018 hævdede Nielsen, at der ikke fandtes nogen administrationspolitik om at skille migrantfamilier ved den sydlige grænse. På det tidspunkt havde Trump-administrationen gennem seks uger separeret ungefær 2000 migrerende børn fra deres forældre. I modsætning til Nielsens erklæring viste DHS-hjemmesiden, at der blev førtes en politik for familieseparation. Den 20. juni 2018 skrev præsident Trump imidlertid under på en præsidentiel ordre om at ophøre med familieseparation.